# Николай Атанасов (поет)
Вижте пояснителната страница за други личности с името Николай Атанасов.
Николай Атанасов е български поет и ЛГБТ активист.

## Биография
Роден е на 8 януари 1978 г. в Плевен. Атанасов е от турски произход. Отраства в село Мартен, близо до Русе. Следва българска филология в Софийския университет „Св. Климент Охридски“. Член е на първата българска организация за защита на правата на ЛГБТ гражданите Джемини.
През 2000 г. заминава за САЩ, където учи английска литература в Брауърд колидж, щата Флорида. Не се е връщал никога в България след заминаването си, но продължава да пише и публикува на български.
Атанасов е гей. Неговата поезия често се фокусира върху въпроса за хомосексуалната идентичност.
През 2000 г. е гост-редактор на брой на „Литературен вестник“, посветен изцяло на ЛГБТ литературата.
Николай Атанасов умира на 41 години на 22 юни 2019 г. във Форт Лодърдейл, Флорида при неизяснени обстоятелства.

## Творчество
Дебютира със стихосбирката „Ябълка“ (1999), издадена с конкурс на Сдружение на българските писатели. Печели няколко национални награди, между които Златното яйце от конкурса „Веселин Ханчев“ през 1997 г. и Пегаса от конкурса „Южна пролет“ през 2000 г. През 2007 г. излиза втората му книга под заглавие „Органични форми“.
През 2011 г. излиза третата, озаглавена „Манифестация“. Сборникът му с избрана и нова поезия „Евангелие от евнух“ е публикуван през 2017 г.
Публикувал е в списанията „American Poetry Review“, „Chroma Journal“, Akzente, „Алтера“, „Съвременник“, „Витамин Б“, „Пламък“, както и в „Литературен вестник“, „Литературен форум“, „Капитал“, „Сега“ и др. Превеждан е на английски, немски, чешки, унгарски, хърватски и словенски език.